# Pierre Jamin
Pour les articles homonymes, voir Jamin.
Pierre Jamin est un réalisateur français né le 18 décembre 1960.

## Biographie
Pierre Jamin a coréalisé plusieurs films avec Thierry Barthes. Deux de leurs courts métrages, Râ et Fourmi chérie, ont été présentés au Festival de Cannes dans la sélection Perspectives du cinéma français, en 1984 et 1986.
Il joue le rôle du prisonnier dans Carne (1991), le court métrage de Gaspar Noé.

## Filmographie

### Cinéma
Coréalisateur : Thierry Barthes
Courts métrages
- 1984 : Rä
- 1986 : Fourmi chérie
- 1992 : P'pa

### Télévision
- 1998 : Les Guignols de l'info
- 2000 : Déviations